# Popondetta
Popondetta est une ville de Papouasie-Nouvelle-Guinée.
Il s'agit de la capitale de la province nord (ou province d'Oro). C'est la quatrième ville la plus peuplée du pays.

## Climat
Le climat équatorial permet l'exploitation contemporaine des palmiers à huile, qui contribue à réduire les cultures vivrières traditionnelles.

## Histoire
En 1951, la ville fut au centre des efforts de secours à proximité du mont Lamington qui a éclaté et a tué 3 000 personnes. Popondetta est proche de Buna, sur la côte nord de la Papouasie et n'est pas loin du début de la piste de Kokoda Track, rendue célèbre durant la Seconde Guerre mondiale.

## Faune
Cette région de Nouvelle-Guinée abrite le Troides alexandrae, le plus grand papillon du monde connu. Cette espèce est menacée d'extinction.
Elle est aussi l'habitat du Bleu-oeil de forktail, un poisson endémique à la région, d'où son autre nom : Popondetta pseudomugil furca.

## Personnalité liée à la communauté
- Manasseh Sogavare (1955-), personnalité politique salomonais[6].